# The Book of Life
The Book of Life (bra: Festa no Céu; prt: O Livro da Vida) é um filme de animação americano de 2014, dos gêneros comédia romântica, musical, aventura e fantasia. Dirigido por Jorge R. Gutiérrez, foi produzido pela 20th Century Fox Animation e Reel FX Animation Studios, sendo distribuído pela 20th Century Fox.  A dublagem apresenta as vozes de Diego Luna, Zoë Saldaña, Channing Tatum, Christina Applegate, Ice Cube, Ron Perlman e Kate del Castillo.
Baseada em uma ideia original de Gutierrez, a história segue um triângulo amoroso entre três amigos de infância: Manolo, Joaquin e Maria, na qual os dois primeiros disputarão o amor da garota. Por sua vez, a La Muerta e Xibalba, dois seres míticos que também são guardiões da Terra dos Lembrados e da Terra dos Esquecidos, entrarão na trama fazendo uma aposta para ver qual dos dois rapazes conquistará o amor de Maria. No Dia dos Mortos, o protagonista Manolo, o toureiro, embarca em uma aventura após a morte para atender às expectativas de sua família e amigos.
O filme estreou em Los Angeles em 12 de outubro de 2014 e foi lançado nos cinemas nos Estados Unidos em 17 de outubro de 2014. Ele recebeu uma indicação ao Globo de Ouro de Melhor Filme de Animação. O filme arrecadou US$ 99 milhões em um orçamento de US$ 50 milhões.

## Sinopse
Manolo é um jovem dividido entre atender às expectativas da família e seguir seu coração. Antes de escolher, ele embarca numa aventura por três mundos fantásticos: o dos Vivos, o dos Esquecidos e o dos Lembrados.

## Elenco
Segue abaixo a tabela de elenco:
| Nº | Ator                  | Personagem              | Detalhes         |
| -- | --------------------- | ----------------------- | ---------------- |
| 1  | Diego Luna            | Manolo Sanchez          | O toureiro       |
| 2  | Zoë Saldaña           | Maria Posada            |                  |
| 3  | Channing Tatum        | Joaquim Mondragon       | O soldado        |
| 4  | Kate del Castillo     | La Muerte               | La Catrina       |
| 5  | Ron Perlman           | Xibalba                 |                  |
| 6  | Ice Cube              | Homem de Cera           |                  |
| 7  | Hector Elizondo       | Carlos Sanchez          |                  |
| 8  | Ana de la Reguera     | Carmen Sanchez          |                  |
| 9  | Danny Trejo           | Luís, o Esqueleto       |                  |
| 10 | Plácido Domingo       | Jorge                   |                  |
| 11 | Jorge R. Gutiérrez    | Carmelo, o esqueleto    |                  |
| 12 | Grey Griffin          | Avó Sánchez             |                  |
| 13 | Carlos Alazraqui      | Gal. Posada/ Chuy/ Dalí |                  |
| 14 | Christina Applegate   | Mary Beth               | A guia turística |
| 15 | Troy Evans            | Velho Hemingway         |                  |
| 16 | Gabriel Iglesias      | Pepe Rodriguez          |                  |
| 17 | Cheech Marin          | Pancho Rodriguez        |                  |
| 18 | Anjelah Johnson-Reyes | Adelita/ Nina           |                  |
| 19 | Eugenio Derbez        | Chato                   |                  |
| 20 | Dan Navarro           | Chakal                  |                  |

## Produção
The Book of Life foi originalmente adquirido pela DreamWorks Animation em 2007, mas nunca foi além do desenvolvimento por causa de "diferenças criativas". De lá, o filme foi para Reel FX, com a 20th Century Fox lidando com os direitos de distribuição. O filme inicialmente seria lançado em 10 de outubro de 2014, no entanto, acabou sendo adiado por uma semana. Em 16 de outubro de 2013, foi anunciado que Channing Tatum, Zoe Saldana, Diego Luna e Christina Applegate iriam estrelar o filme.
A história é enquadrada por segmentos contemporâneos nos quais uma guia turística de museu (Christina Applegate) recebe um grupo de estudantes céticos, e lhes conta sobre o triângulo amoroso entre a espirituosa Maria (Zoe Saldana) e seus dois pretendentes: Manolo (Diego Luna), descendente de uma longa linhagem de toureiros, mas que deseja ser mariachi; e o vaidoso Joaquin (Channing Tatum), um herói militar que exibe uma enorme quantidade de medalhas no peito largo. A trama é iniciada pelos deuses casados em disputa, La Muerta (Kate del Castillo) e Xibalba (Ron Perlman), que fazem uma aposta sobre qual dos dois homens Maria escolherá. La Muerta, a governante da Terra dos Lembrados, aposta em Manolo, enquanto Xibalba, que supervisiona a sombria Terra dos Esquecidos, deposita sua fé em Joaquin. Manolo é enganado por Xibalba, que o faz pensar que Maria se aventurou na Terra dos Lembrados, e sai atrás dela. Embora inicialmente alegre por ser apresentado ao mundo mágico que contém todos os seus ancestrais, Manolo logo fica decepcionado ao descobrir que Maria não está lá e parte para encontrar La Muerta para ajudá-lo em sua busca, parando primeiro na Caverna das Almas para consultar o Fabricante de Velas (Ice Cube), que está encarregado do Livro da Vida. Enquanto isso, a Terra dos Vivos é cercada pelo monstro vilão Chakal (Dan Navarro) e sua gangue de bandidos.
Jorge Gutierrez, co-criador de El Tigre: The Adventures of Manny Rivera, queria fazer o olhar da animação final igual ao da arte conceitual, dizendo: "Eu vi todo aquele único que sai e meu maior desgosto é que eu vejo toda esta arte gloriosa, e então o filme não se parece com isso! O objetivo deste filme era: Nosso livro de arte vai se parecer exatamente com o filme. E cada artista derramou seu coração e alma nessa ideia.". Gutierrez não permitiu que sua equipe de animação fizesse nenhuma viagem de pesquisa ao México, sentindo que tais viagens geralmente cobriam apenas aspectos muito turísticos da cultura. Em vez disso, ele fez com que a equipe abordasse qualquer dúvida que tivesse sobre a região para ele.

## Lançamento
The Book of Life foi lançado em 17 de outubro de 2014 na América do Norte. Foi provisoriamente agendado para 10 de outubro.

### Home media
The Book of Life foi lançado em DVD, Blu-ray e Blu-ray 3D em 27 de janeiro de 2015 pela 20th Century Fox Home Entertainment. Os bônus especiais incluíram um curta-metragem de animação de 3 minutos, intitulado The Adventures of Chuy. O filme atualmente está disponível no Disney+ nos Estados Unidos desde fevereiro de 2021.

## Música
A trilha sonora foi lançada em 29 de setembro de 2014, no iTunes, e foi lançada em CD em 27 de outubro de 2014, pela Sony Masterworks.

## Recepção

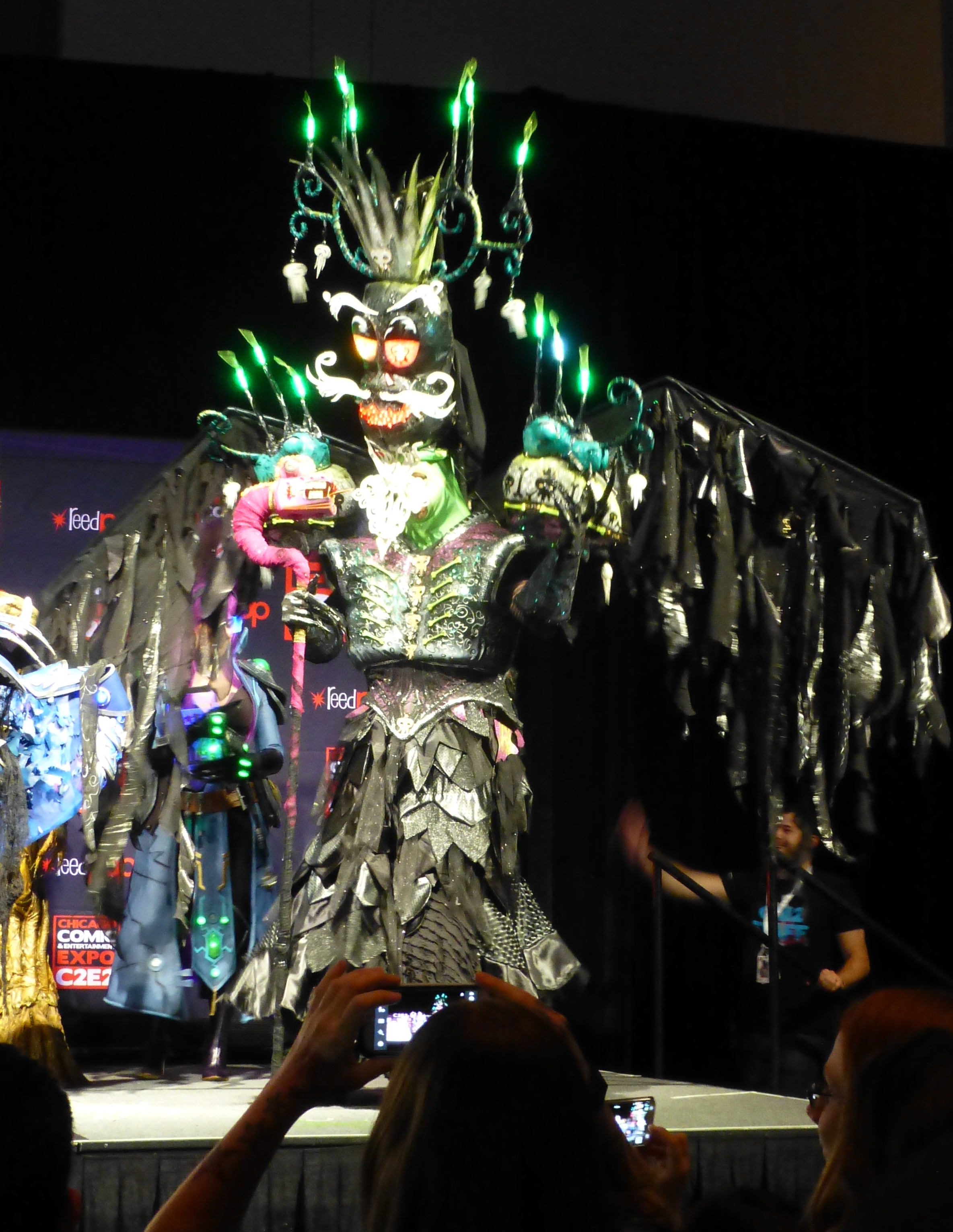
Cosplay de Xibalba pelo figurinista Travis Halsey na Chicago Comic & Entertainment Expo (C2E2) de 2015.

### Bilheteria
The Book of Life arrecadou US$ 50,2 milhões na América do Norte e US$ 49,6 milhões em outros países, com um total mundial de US$ 99,8 milhões, contra um orçamento de produção de US$ 50 milhões.
The Book of Life foi lançado nos Estados Unidos e Canadá em 17 de outubro de 2014. O filme arrecadou US$ 300.000 em sessões de quinta-feira à noite em 2.150 cinemas, e US$ 4,9 milhões no dia de estreia. O filme estreou em terceiro lugar no fim de semana de estreia, ganhando US$ 17 milhões com uma média de US$ 5.537 por cinema, atrás de Fury (US$ 23,5 milhões) e Gone Girl (US$ 17,8 milhões). 57% do público era do sexo feminino, 54% com idade inferior a 25 anos, 59% tinha menos de 10 anos, enquanto 31% dos ingressos vendidos foram em 3D.
Em outros territórios, The Book of Life arrecadou US$ 8,58 milhões em 3.654 telas em 19 mercados. As maiores estreias vieram do México (US$ 3,84 milhões) e do Brasil (US$ 1,98 milhões). No México, o filme foi o número dois atrás do filme local Perfect Dictatorship.

### Crítica especializada
No site Rotten Tomatoes, o filme tem uma taxa de aprovação de 83% com base em 126 avaliações e uma classificação média de 6,90/10. O consenso crítico do site diz: "A animação linda de The Book of Life é um deleite, mas é uma pena que a sua história não tem o mesmo nível de artesanato e detalhe que seus visuais emocionantes fornecem.". No IMDB o filme recebeu uma nota de 7,3 por parte da audiência, resultado de enquete com mais de 62.000 participações.
Geoff Berkshire, da Variety, escreveu: "Representando um grande passo em frente para Reel FX Animation Studios, com sede em Dallas (depois de sua anêmica apresentação com o Free Birds do ano passado), a animação CG lindamente renderizada traz uma qualidade excepcionalmente calorosa e sincera para os de alta tecnologia meio e surge como o verdadeiro cartão de visitas do filme.". Frank Scheck, do The Hollywood Reporter, escreveu: "The Book of Life é um esforço visualmente deslumbrante que compensa sua trama estereotipada com uma atmosfera encantadora que leva você a seu mundo fantástico, ou, neste caso, três mundos.". Marc Snetiker, da Entertainment Weekly, deu ao filme um A-, dizendo "Transbordando de charme hiperativo e um mar espetacular de cores, ele mostra algumas das animações mais empolgantes que vimos nesta década.". Claudia Puig, do USA Today, deu ao filme duas estrelas e meia em quatro, dizendo: "As imagens estonteantes e intrincadas são tão bonitas e as canções de inspiração latina cativantes o suficiente para que o efeito geral seja muitas vezes encantador.". Sara Stewart, do The New York Post, deu ao filme duas de quatro estrelas, dizendo "Bem a tempo para o feriado do Dia dos Mortos no México chega este musical animado gloriosamente colorido, que quase (mas não totalmente) compensa em visuais o que falta em diálogos rápidos.". Katie Rife, do The A.V. Club, deu ao filme um B-, dizendo "Em última análise, o que arrasta The Book of Life é sua insistência em tentar atualizar uma história folclórica (original) para um público contemporâneo. Na prática, isso significa adicionando alguns toques de cultura pop que só servem para tirar o espectador do cenário fantástico.".
Michael Ordoña, do San Francisco Chronicle, deu ao filme três de cinco estrelas, dizendo "O vibrante longa-metragem de animação The Book of Life é uma celebração atrevida do folclore mexicano com um elenco sólido, uma sensibilidade irreverente e visuais deslumbrantes.". Michael O'Sullivan, do The Washington Post, deu ao filme três de cinco estrelas, dizendo "The Book of Life pode usar animação de última geração, mas deriva sua força da sabedoria da antiguidade. Só parece novo, mas é tão velho quanto a própria vida (e morte)". Bill Goodykoontz, do Arizona Republic, deu ao filme quatro de cinco estrelas, dizendo "Um filme visualmente deslumbrante e engraçado que confia nas crianças para lidar com um assunto que muitos filmes não fazem: especificamente, a morte.". Manohla Dargis, do The New York Times, deu uma crítica negativa ao filme, dizendo: "Este filme frequentemente bonito e moribundo, embora exaustivamente frenético, tende a ser menos enérgico do que as pessoas mortas dançando nele.". Por outro lado, Charles Solomon, do Los Angeles Times, escreveu: "The Book of Life põe imagens visuais exageradas com uma história familiar desnutrida e falhas lamentáveis em um dos poucos filmes de animação que enfoca personagens latinos e a rica herança da cultura folclórica mexicana.". Marjorie Baumgarten, do The Austin Chronicle, deu ao filme duas estrelas e meia em cinco, dizendo "Visualmente cativante, mas dramaticamente mecanizado, The Book of Life pelo menos apresenta às crianças americanas o feriado mexicano de Día de los Muertos e deve pontuar aponta para famílias que procuram filmes para crianças que reflitam aspectos de sua herança cultural mexicana.".
Calvin Wilson, do St. Louis Post-Dispatch, deu ao filme duas estrelas e meia de cinco, dizendo "The Book of Life é um novo capítulo com falhas, mas intrigante na animação.". James Berardinelli, do ReelViews, deu ao filme três de quatro estrelas, dizendo: "The Book of Life se move suavemente de uma cena para a outra, mantendo o ritmo rápido e raramente pulando uma batida.". Tasha Robinson, do The Dissolve, deu ao filme três estrelas e meia em cinco , dizendo "É tudo defeituoso, distraído e conceitualmente confuso, priorizando cores em vez de bom senso e energia em vez de consistência. Mas como uma diversão à tarde para um punhado de crianças malcomportadas - tanto no filme quanto no cinema - é uma vitória autêntica.". Michael Ordona, do San Francisco Chronicle, escreveu: "Não há grandes surpresas, nem revelações chocantes (exceto para os próprios personagens). Mas há tanto para apreciar ao longo do caminho que é uma verdadeira virada de página.". Kenji Fujishima, da Slant Magazine, deu ao filme duas de quatro estrelas, dizendo "Jorge R. Gutierrez inclui os temas mais sombrios do filme em uma mistura incessantemente ocupada de tropos infantis previsíveis e tentativas irritantes de ser descolado.". Ben Sachs, do Chicago Reader, o chamou de "mais imaginativo do que a maioria", mas disse que "foi desfeito por um excesso de piadas e referências à cultura pop".

### Prêmios e indicações
| Prêmio             | Categoria                | Recipiente                                                   | Resultado |
| ------------------ | ------------------------ | ------------------------------------------------------------ | --------- |
| Globo de Ouro 2015 | Melhor filme de animação | Aaron Berger, Brad Booker, Guillermo del Toro, Carina Shulze | Indicado  |

## Sequências
O diretor Jorge Gutierrez revelou em entrevista que uma das ideias para o próximo capítulo da história envolve Joaquin e sua relação com o pai. "Sempre imaginei que o primeiro filme fosse sobre Manolo, o segundo sobre Joaquín e o terceiro sobre Maria. Sempre o concebi como uma trilogia.". Em junho de 2017, Gutierrez e Reel FX Animation anunciaram que o desenvolvimento da sequência havia começado.